# Albert De Deken
Pour les articles homonymes, voir De Deken.
Albert De Deken, né à Schoten le 7 septembre 1915 et mort à Kapellen le 24 mars 2003, est un joueur de football international belge actif durant les années 1930 et 1940. Il occupe le poste d'attaquant. Après sa carrière de joueur, il se reconvertit dans la peinture.

## Biographie

### Carrière dans le football
Albert De Deken est le plus jeune des cinq frères De Deken et le quatrième à faire ses débuts dans l'équipe première du Royal Antwerp Football Club, en 1934. Après une première saison durant laquelle il joue très peu, il s'impose au sein de l'attaque anversoise lors de la saison 1935-1936, au cours de laquelle il inscrit quinze buts en n'ayant disputé que quatorze rencontres de championnat. Grâce à ses bonnes performances, il est appelé en équipe nationale belge en mars 1936 pour disputer un match amical contre les Pays-Bas. Il joue encore un an à l'Antwerp puis, accompagné de ses quatre frères, quitte le club et rejoint les Antwerpse Boys, une équipe affiliée à la Vlaamsche Voetbalbond, une fédération régionale rivale de l'Union belge.
En 1941, toute la famille De Deken déménage dans le Hainaut et, à l'exception de l'aîné Louis, les frères rejoignent tous les rangs de l'Olympic Charleroi. Ses frères Henri et Carlo mettent un terme à leur carrière durant la Seconde Guerre mondiale pour se reconvertir dans l'industrie mais Albert continue à jouer pour l'Olympic jusqu'en 1949. Il quitte alors le club pour rejoindre le FC houdinois, qui milite à l'époque en Promotion, troisième et dernier niveau national. Après un an, il part pour la R. AA louviéroise, également en Promotion, où il joue une saison avant de prendre sa retraite sportive en 1951.

### Reconversion dans la peinture
Après sa carrière de joueur, Albert De Deken ne travaille pas dans l'industrie comme le reste de sa famille mais retourne s'installer à Anvers. En 1954, il est nommé professeur à l'Académie des arts d'Anvers, un poste qu'il occupe jusqu'à sa retraite en 1980. Il poursuit en parallèle une carrière de peintre, faisant l'objet de plusieurs expositions dans la région anversoise dont une rétrospective de l'ensemble de son œuvre en 2000. Il meurt le 24 mars 2003 à Kapellen. Le 7 décembre 2015, un monument est installé Churchillaan à Schoten, près de sa maison natale pour célébrer le centième anniversaire de sa naissance.

## Statistiques
| Saison                | Club                  | Championnat           | Championnat | Championnat | Coupe(s) nationale(s) | Coupe(s) nationale(s) | Total | Total |
| Saison                | Club                  | Division              | M.          | B.          | M.                    | B.                    | M.    | B.    |
| 1934-1935             | Antwerp FC            | Division 1            | 3           | 0           | 2                     | 0                     | 5     | 0     |
| 1935-1936             | Antwerp FC            | Division 1            | 14          | 15          | 0                     | 0                     | 14    | 15    |
| 1936-1937             | Antwerp FC            | Division 1            | 15          | 9           | 0                     | 0                     | 15    | 9     |
| 1941-1942             | Olympic Charleroi     | Division 1            | -           | -           | 0                     | 0                     | 0     | 0     |
| 1942-1943             | Olympic Charleroi     | Division 1            | -           | -           | 0                     | 0                     | 0     | 0     |
| 1943-1944             | Olympic Charleroi     | Division 1            | -           | -           | 0                     | 0                     | 0     | 0     |
| 1945-1946             | Olympic Charleroi     | Division 1            | -           | -           | 0                     | 0                     | 0     | 0     |
| 1946-1947             | Olympic Charleroi     | Division 1            | -           | -           | 0                     | 0                     | 0     | 0     |
| 1947-1948             | Olympic Charleroi     | Division 1            | -           | -           | 0                     | 0                     | 0     | 0     |
| 1948-1949             | Olympic Charleroi     | Division 1            | -           | -           | 0                     | 0                     | 0     | 0     |
| 1949-1950             | FC houdinois          | Division 3            | -           | -           | 0                     | 0                     | 0     | 0     |
| 1950-1951             | R. AA louviéroise     | Division 3            | -           | -           | 0                     | 0                     | 0     | 0     |
| Total sur la carrière | Total sur la carrière | Total sur la carrière | 32          | 24          | 2                     | 0                     | 34    | 24    |

## Carrière internationale
Albert De Deken compte une sélection et un match joué en équipe nationale belge. Celui-ci a lieu le 29 mars 1936 aux Pays-Bas et se solde par une cinglante défaite 8-0.
Le tableau ci-dessous reprend toutes les sélections d'Albert De Deken. Le score de la Belgique est toujours indiqué en gras.
| Date       | Compétition  | Adversaire | Lieu      | Score | Remarque |
| ---------- | ------------ | ---------- | --------- | ----- | -------- |
| 29/03/1936 | Match amical | Pays-Bas   | Amsterdam | 8-0   |          |